# دومین جنگ داخلی سولا
دومین جنگ داخلی سولا (به انگلیسی: Sulla's second civil war) در جمهوری روم بین سال‌های ۸۳ تا ۸۲ پیش از میلاد میان جناح‌های سیاسی اپتیمات‌ها به رهبری لوکیوس کورنلیوس سولای اشراف‌زاده، و پوپولارها یا ماریان‌هایی که پیروان گایوس ماریوس (ژنرال متوفی ۸۶ ق.م. و متصدی هفت مرتبه منصب کنسولی) بودند، درگرفت. جناح دومی تا ۸۶ ق.م. توسط ماریوس، و اکنون با مرگ وی توسط فرزندش گایوس ماریوس جوان و گنایوس پاپیریوس کاربو∗رهبری می‌شد. در این جناح دموکرات، اقوام جنگ‌دیدهٔ سامنیت‌ها و لوکانی‌ها نیز حضور داشتند و با آنان متحد شده بودند؛ چراکه خوف آنرا داشتند که در صورت پیروزی طرفداران سولا، حقوق شهروندی که در خلال جنگ داخلی روم (۸۸-۹۱ پ.م) کسب نموده بودند از دست برود.
این جنگ داخلی که مملو از جنگ‌های با نتایج متناوب، و سرکوب‌ها و قتل‌عام‌های فجیع بود، در ایتالیا، سیسیل، هیسپانیا، و آفریکا به‌وقوع پیوست، و با پیروزی قاطع سولا در نبرد پورتا کولینا و مرگ یا تبعید رهبران جناح دموکرات به پایان رسید.

## زمینه‌های جنگ

### ۸۸–۸۷ پیش از میلاد
نبرد برسر قدرت به زودی از حوزه سیاسی به نظامی منتقل شد، اینچنین بود که، به لطف لژیون‌های وفادارش، سولا توانست ماریان‌ها (طرفداران گایوس ماریوس) را از شهر بیرون کرده و فرماندهی در جنگ مهردادی یکم را به خود اختصاص دهد. از سوی دیگر، با مشغول شدن سولا به جنگ با مهرداد در آسیای صغیر و درنتیجه خروج وی از روم، پوپولارها و گایوس ماریوس از خروج وی استفاده کرده و توانستند وارد پایتخت شده و کنترل آنرا در دست بگیرند؛ آن‌هم تا زمانی‌که سولا باردیگر در ۸۳ق. م بازگشت.

### ۸۶ پیش از میلاد
چنان‌که از منابع برمی‌آید، سولا در یونان دستاوردهای پُرشمار و پراهمیتی بدست آورد، اول از همه در آتن (مارس این سال)، سپس در پیرئاس، سپس در کایرونیا∗، جایی‌که به گفته تیتوس لیویوس ۱۰۰٬۰۰۰ کشته و اسیر به پادشاهی پنتوس تحمیل کرد، و در نهایت در نبرد ارکومنوس∗. با این‌همه، در روم گایوس ماریوس و لوسیوس کورنلیوس کینا وی را دشمن مردم خواندند. منزلگاه شهری و ویلای وی در روم تخریب شده و حامیانش را به مرگ محکوم کردند. همزمان سنا لوسیوس والریوس فلاکوس را با دو لژیون به یونان فرستاد تا جای سولا را در مقام فرماندهی نیروها بگیرد.

### ۸۵ پیش از میلاد
سولا، آنچه را که جنگ مهردادی یکم نامیده شد با معاهده‌ی داردانوس∗در ۸۵ ق. م با شتاب به پایان رساند، تا به ایتالیا بازگردد و پاسخ مانورهای حزب رقیب، پوپولارها، را بدهد؛ حزبی که اکنون حتّی وی را دشمن ملت خوانده بود. فعالترین دشمنان وی در جناح پوپولارها، کنسولهای سال ۸۵ و ۸۴ ق. م یعنی لوسیوس کورنلیوس کینا و گنایوس پاپیریوس کاربو∗ بودند که در این میان تلاش نمودند در آنکونا ارتشی برای مقابله با سولا تشکیل دهند، و منتظر بودند که نبرد وی در آسیای صغیر تمام شود. امّا این همکاری فرجامی نداشت چراکه در ۸۴ ق. م ارتش آنان ــ احتمالاً از شرایط سخت زندگی که دو کنسول بدانان تحمیل کرده بودند به ستوه آمده بودند ــ شورش کرده و کینا را کشتند و کاربو نیز گریخت. بسیاری به امید فرار از جباریت دو کنسول، روم را رها کرده و به کمپ سولا، همچون پناهگاهی، گرویدند. همچنین همسر سولا، چچیلیا متلا∗، که به سختی موفق شده بود به همراه فرزندانش گریخته و در یونان به همسرش ملحق شود، به وی اطلاع داد که دشمنانش، منزل وی در شهر و ویلاهایش در روستا را آتش زده‌اند، و به وی التماس کرد به ایتالیا بازگشته و به کمک حامیان خود بشتابد.

### ۸۴ پیش از میلاد
با انعقاد معاهده داردانوس (۸۵ ق. م) در آسیا با مهرداد ششم، مهرداد مجبور شد از ایالات رومی آسیایی عقب‌نشینی نماید. سولا، دو سال بعدی را در یونان سپری نمود تا تجدیدقوا کند، پیش از آنکه به ایتالیا بازگردد. وی پس از انعقاد معاهده مزبور، در زمستان ۸۴–۸۵ ق. م از افسوس سوار بر ناوگان شده و رهسپار پیرئاس شده و سپس به آتن رفت. در پایان سال تسالی و مقدونیه روم را رد کرد و پس از آن‌که مقدمات بازگشت خود به ایتالیا را فراهم ساخت، با ناوگانی متشکل از ۱٬۲۰۰ کشتی از دوراتسو (دراج آلبانی) راهی ایتالیا شد.

## جنگ داخلی

### پیاده شدن سولا در ایتالیا
لوسیوس کورنلیوس سولا در بهار ۸۳ پیش از میلاد با ارتش خود در بریندیزی پیاده شد، این فرمانده پنج لژیون کارکشته دراختیار خود داشت که با آنان نبردهای پیروزمندانه در مقابل مهردادششم را رهبری کرده‌بود. وی دارای نفرات نسبتاً اندکی به استعداد ۴۰٫۰۰۰ نفر بود، امّا آنان از لژیونهایی مجرب، بسیار وفادار به فرماندهٔ خود، آموزش دیده و آمادهٔ نبرد با حکومت فعلی روم تشکیل شده‌بودند. سربازان سوگند رسمی وفاداری یادکرده و حتی شخصاً اعانه اندکی نیز برای مخارج جنگ پرداخت کرده بودند. سولا اعتماد زیادی به مردان خود داشت امّا در عین‌حال از دشواری جنگ داخلی در برابر برتری روشن نیروهای دموکرات باخبر بود. بر طبق آنچه پلوتارک گفته، ۱۵ ژنرال دشمن و ۴۵۰ کوهورس (واحدی در ارتش روم باستان معادل با گردان امروزی) انتظار وی را می‌کشیدند؛ تئودور مومسن می‌گوید که حداقل ۱۰۰٫۰۰۰ سرباز منتظر رویارویی با ارتش سولا بودند و شمار آنان روبه ازدیاد هم بود. علاوه‌بر این‌ها، سولا حتی در صورت ژیروزی نیز باید انتظار مخالفت با برنامه‌های محافظه‌کارانه‌اش از جانب اکثریت ایتالیایی‌ها را می‌داشت؛ کسانی‌که پس از جنگ اجتماعی (۹۱-۸۷ ق.م.) بالاخره موفق به کسب شهروندی روم شدند و طبیعتاً نگران تضییع یا الغای احتمالی این حق براثر فشار جناح آریستوکرات، به نمایندگی سولا، بودند؛ سولایی که به سبب قساوتی که در طول شورش مزبور ایتالیایی‌ها از خود بروز داده بود و نیز ویرانگری‌هایی که نیروهای تحت امرش به ویژه در کامپانیا مرتکب شده بودند، شهره بود.
در حقیقت نیروهای دموکراتیک (پوپولارها) بسیار بیشتر امّا بی‌مهارت، متفرق، دارای سازماندهی ضعیف و بی‌بهره از فرماندهانی به معنای واقعی کلمه مستعد بودند. کنسول‌های جدیدی که برای سال ۸۳ ق. م انتخاب شده بودند لوسیوس کورنلیوس شیپیو آسیاتیکوس∗ و گایوس نوربانوس∗ بودند؛ کسانی‌که به‌رغم محبوبیت‌شان در نزد پوپولارها، در فرماندهی نظامی ناشی بودند. استادانی مانند پاپیریوس کاربو و پُرانرژی‌هایی مانند کوینتوس سرتوریوس و گایوس ماریوس جوانتر، فرزند ژنرال بزرگ، صرفاً به مناصب درجه دوم و مادون دو کنسول منصوب شدند. فرود آمدن سولا و ارتش وی در ایتالیا از قبل پیش‌بینی‌شده بود و مدت‌ها از بابت آن نگران بودند امّا، باوجود تدارکات و آمادگی‌ها، در لحظهٔ پیاده شدن ارتش سولا در بریندیزی، نیروهای دموکراتیک تقریباً به‌طور کامل در ریمینی متمرکز شده بودند، و ساحل آپولیا (که بریندیزی در آن واقع است) کاملاً بی‌دفاع بود. سنا با شتاب کورنلیوس سولا را «دشمن مردم» خوانده و اعلام کرد «ملت در خطر» است و اقتداری نامحدود به دو کنسول داد تا با تهدید مزبور مقابله کنند، امّا در این میان ژنرال الیگارش (سولا) توانست بدون سختی چندانی بریندیزی را به اشغال درآورد، جایی که بدون نبرد تسلیم وی شد، و نیروهایش را برای جنگ سازماندهی کند.
از دید سولا پرهیز از به صدادرآوردن زنگ خطر برای ایتالیایی‌ها و نشان دادن تواضع امری حیاتی بود؛ وی توانست، حداقل تاحدودی، اقوام ایتالیایی را با اطمینان بخشی‌های متعدد مبنی‌براینکه از خودمختاری و مشارکت سیاسی این شهروندان جدید حمایت خواهد کرد، آنان را رام کند؛ و نیز موفق شد حرکت لژیون‌های مجرب و آموزش‌دیدهٔ خود را تماماً تحت کنترل بگیرد. ارتش سولا از آپولیا (استانی‌که بریندیزی در آن واقع است) حرکت نموده و با نظم به سوی کامپانیا پیاده‌روی کرده و در این میان احترام اهالی محلی را محفوظ می‌داشت. به زودی نمایندگان جناح الیگارش (اپتیمات‌ها) که از فشار ماریان‌ها (پوپولارها یا دموکرات‌ها) در سال‌های اخیر گریخته بودند، ظاهر شدند تا حمایت خود از سولا را اعلام کنند. کوینتوس کایسیلیوس متلوس پیوس∗ از آفریقا ــ جایی‌که در طول‌مدت تسلط دموکرات‌ها بدانجا گریخته بود ــ در لیگوریا به وی ملحق شد؛ وی پس از مطلع شدن از بازگشت سولا به ایتالیا، فوراً به کمپ وی رفت. همچنین به‌جز وی از آفریقا، مارکوس لیسینیوس کراسوس نیز آمد؛ کسی که سولا به وی مأموریت مهم رفتن به قلمرو جنگجویان مارسی را سپرد تا نیرو و سرباز جمع‌آوری کند. همچنین از جناح ماریان‌ها کسانی روی‌گردانده و به جمع سولا ملحق شدند: لوسیوس مارکیوس فیلیپوس∗، کوینتوس لوکرسیوس اوفلا، و پوبلیوس کورنلیوس کتگوس∗ که مناصبی درجه‌دوم در ارتش سولا برعهده گرفتند.

## پیروزی‌های پومپیئوس در پیچنوم و سولا در کامپانیا

گنایوس پومپیئوس کبیر کسی‌که شاید بیشترین کمک را به سولا در این جنگ کرد و خود را به عنوان سرداری بااستعداد شناساند.

مهم‌ترین کمک برای سولا بیشتر از جانب جوانی به نام گنایوس پومپیوس یا گنئو پومپئو (به ایتالیایی: Gneo pompeo) ارائه شد، کسی که به زادگاه خود در پیچِنوم∗رفت، و از میان کهنه‌سربازان پدرش، گنایوس پومپیوس استرابو∗، سه لژیون بزرگ جمع‌آوری نمود. پومپیئوس جوان برای اولین‌بار توانایی‌های نظامی خود و دلیری‌اش را نشان داد. جناح دموکرات‌ها چندین نیرو به فرماندهی گایوس آلبینوس کارینا و لوسیوس یونیوس بروتوس داماسیپوس و گایوس کولیوس کالدوس به پیچنوم فرستاد؛ کسانی‌که بایکدیگر توافق‌نظر نداشته و اقدامات خود را با یکدیگر هماهنگ نمی‌کردند.
پومپیئوس جوان درحالی‌که هدایت سواره‌نظام را عهده‌دار بود، به لوسیوس داماسیپوس حمله برد. ماریان‌ها قصد فرار کرده و جداگانه عقب‌نشینی نمودند. سپس فرمانده جوان و سپاهش از آپولیا گذشته و خود را به نیروهای سولا رساندند، کسی‌که نسبت به سرنوشت معاون جوان خود نگران بود. وی از دستاوردهای پومپیئوس چنان شادمان شد که به ابتکار خودش وی را امپراتور∗ اعلام کرد.
حال سولا ابتکار عمل را در دست گرفت و در معیت متلوس پیوس به سوی کامپانیا پیش‌روی نمود؛ جایی‌که نیروهای دو کنسول دموکرات مستقر شده بودند: کنسول گایوس نوربانوس با لژیون‌هایش به کاپوآ می‌رفت درحالی‌که کنسول کورنلیوس شیپیو در نزدیکی‌های جاده آپیا حرکت می‌کرد. سولا مصمم بود از تمرکز یافتن نیروهای دو کنسول جلوگیری کند و برای‌همین به سرعت به کمپ نوربانوس در کاپوآ رسید؛ پس از تلاش‌های بی‌حاصل برای توافق با دشمن، این فرمانده آریستوکرات به دشمن هجوم برد و در دامنه‌های کوه تیفاتا ارتش دموکرات‌ها را وادار به عقب‌نشینی نمود. گایوس نوربانوس کاملاً شکست خورد و ۷٬۰۰۰ نفر از مردانش را ازدست داده و ناچار شد به درون شهر کاپوآ و ناپل عقب‌بنشیند، جایی‌که توسط ارتش سولا محاصره شد.
لژیون‌های سولا با اعتماد به برتری تجربه و توان جنگی خود، به‌زودی به‌سوی دیگر ارتش دشمن که توسط کنسول کورنلیوس شیپیو هدایت می‌شد و در تئانو در طول جاده آپیا مستقر بود، حرکت کردند. سولا کوشید باب مذاکره با کنسول مزبور را بگشاید؛ وی نیز که بدبین و نامطمئن بود، با آتش‌بس موقتی موافقت نمود و گفتگوی مستقیم با سولا را شروع کرد. دوستی‌هایی میان دو سپاه پدیدار شد، شیپیو نیز همچنان منتظر دستورهایی از جانب کنسول نوربانوس بود که در کاپوآ گیرافتاده بود. باوجود مخالفت کوینتوس سرتوریوس (یکی از رهبران ثانوی امّا نیرومند جناح دموکرات‌ها که نگران فروپاشی نیروهای بی‌تجربه‌شان بود) مذاکرات ادامه یافتند. درنهایت، شیپیو گفتگوها را برهم‌زده و آتش‌بس را نقض نمود تا جنگ را بیاغازد امّا دیگر دیر شده بود: سولا دشواری چندانی در متقاعد نمودن نیروهای شیپیو به رویگردانی از این کنسول و پیوستن به سپاهش نداشت؛ به‌طوری‌که چهل کوهورس (معادل گردان امروزی) از نیروهای ماریان‌ها به نیروهای سولا پیوستند. شیپیو با موافقت سولا موقتاً جنگ را به تأخیر انداخت تا برای سربازگیری مجدد و تشکیل ارتشی دیگر تلاش کند امّا با فرارسیدن زمستان، عملیات‌های جنگی متوقف شدند: سولا و متلوس پیوس جایگاه خود را در کامپانیا مستحکم نمودند و در عین‌حال به محاصرهٔ لژیون‌های نوربانوس در کاپوآ ادامه دادند.

## نبرد نهایی (۸۲ پیش از میلاد)

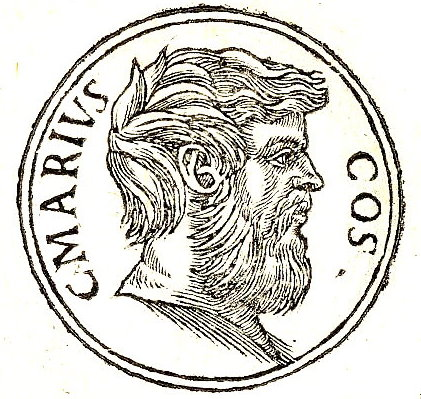
گایوس ماریوس جوانتر، فرزند گایوس ماریوس و از فرماندهان نیروهای دموکرات (پوپولارها)

باوجود شکست‌های متعدد و از دست‌دادن پیچنوم، کامپانیا و آپولیا، سران جناح دموکرات‌ها همچنان مصمم به ادامهٔ جنگ بودند و بر شدّت سربازگیری خود افزودند و با قطعیّت هرچه تمام‌تر نبرد علیه نیروهای آریستوکرات و الیگارشهای سولا را پی‌گرفتند. کنسول‌های جدید سال ۸۲ پیش از میلاد استادانی مانند گنایوس پاپیریوس کاربو∗و جوانی بیست‌ودوساله به نام گاریوس ماریوس جوان، فرزند ژنرال بزرگ و معمار ارتش نوین روم گایوس ماریوس، بودند؛ درحالی‌که ماریوس جوان حتّی پیش‌شرط‌های لازم برای تصدی منصب کنسولی (از جمله حداقل ۴۲ سال سن) را نداشت. کوینتوس سرتوریوس نیرومند نیز به اتروریا و سپس هیسپانیا سیتریور فرستاده شد تا سربازگیری کند؛ هرچند که وی در جمع‌آوری منابع‌مالی لازم برای جنگ به اقداماتی فراقانونی متوسل شد. بالاتر از همه، نیروهای دموکرات با رسیدن نیروهای جدید ایتالیایی (سامنیتها و لوکانی‌ها) و کهنه‌سربازان گایوس ماریوس تقویت شدند. به‌خصوص سامنیت‌ها و لوکانی‌ها در این جنگ با شور و حرارت بسیار شرکت جُستند زیرا از پیروزی محتمل سولا که می‌توانست خودمختاری این اقوام جنگجو را برای همیشه مورد تهدید قرار دهد، خوفناک بودند. درحقیقت، این آخرین جنگ باستانی ایتالیایی‌ها در برابر حکومت منفور روم با وحشی‌گری و قساوت بسیاری از سوی هر دو طرف (اپتیمات‌ها و پوپولارها) انجام گرفت.
نیروهای سولا در این نبرد به دو گروه تحت فرماندهی متلوس پیوس و پومپیئوس  از یکسو و سولا از سوی دیگر تقسیم شدند. دو نفر نخست قرار بود از پیچنوم به سوی شمال پیشروی کرده تا وارد گل آلپ شوند، سولا نیز به قصد عزیمت به روم لژیون‌هایش را از جنوب (کامپانیا) حرکت داد. ارتش پوپولارها امیدوار بود بتواند با دشمن مواجه شده و یورش وی را دفع کند؛ به طوری‌که پاپیریوس کاربو در برابر متلوس پیوس قرار گرفت، و گایوس ماریوس جوان نیز قرار بود راه پیشروی سولا به سوی روم را سد کند.
هر دو نبرد اولیه به‌سود اپتیمات‌ها پیش‌رفتند: ابتدا در نزدیکی رود ازینو∗ (در مارکه) نیروهای پومپیئوس و متلوس بر نیروهای تحت امر کاربو برتری داشتند، و سپس نیروهای سولا در دشت ساکری‌پورتو∗، روبروی پرنسته در لاتزیو، بر نیروهای ماریوس جوان برتری یافتند.
دو فرماندهٔ نیروهای ماریانی به‌جای آن‌که نیروهایشان را با یکدیگر یکپارچه کنند، تصمیم گرفتند هریک در شهری سنگر گرفته تا در برابر اپتیمات‌ها ایستادگی کنند: ماریوس جوان در پرنستهی لاتزیو، و کاربو در کیوزی سنگر گرفتند. در این هنگام سولا خود را در شرایطی می‌دید که بتواند به هردو دشمن جداگانه حمله ببرد.
سولا معاون خود اوفلا را فرستاد تا محاصرهٔ پرنسته را پشتیبانی کند، و پس از آرام‌سازی اوضاع پایتخت، خود عازم شمال شد تا با کاربو در کیوزی بجنگد. نبرد کیوزی به‌ویژه خشونت‌آمیز بود، و بی‌حاصل به پایان رسید. در عوض پومپیئوس موفق شد تلاش‌های کاربو برای ارسال نیروی کمکی به همکارش ماریوس ــ که در پرنسته محاصره شده بود ــ را نافرجام گذارد، و نیروهای مزبور که کاربو برای ماریوس فرستاده بود را در نزدیکی اسپولتو شکست دهد.
در این گیرودار، یک ارتش به استعداد ۷۰٬۰۰۰ نفر از سامنیت‌ها و لوکانی‌ها تحت فرماندهی پونتیوس تلسینوس∗ نیرومند، مارکوس لامپونیوس∗ و گوتا به سوی شمال درحرکت بودند تا به کمک ارتش محاصره شدهٔ ماریوس در پرنسته بشتابند. سولا برای جلوگیری این مانور، محاصرهٔ کیوزی را رها نموده و فوراً به‌سوی جنوب حرکت کرد تا راه نیروهای تازه‌نفس دشمن را سد کند.
کاربو از این فرصت سودجُست و خود را از کیوزی خارج ساخت و به خط جبهه فورلی ـ فائنتسا رفت تا با متلوس پیوس که آسیب‌پذیرترین فرد نیروهای اپتیمات‌ها پنداشته می‌شد، رویارو گردد. نتیجه امّا آن‌چیزی نبود که کاربو انتظارش را داشت: وی شکست زننده‌ای متحمل شد و کیوزی را نیز بی‌دفاع رها کرده بود تا به‌دست پومپیئوس بیفتد.
امّا سرنوشت‌سازترین نبرد میان دو جناح در یکم نوامبر ۸۲ پیش از میلاد در بیرون دیوارهای شهر روم به نام نبرد پورتا کولینا به‌وقوع پیوست؛ جایی‌که ارتش سامنیتـ لوکانی‌ها به رهبری پونتیوس تلسینوس دلاور از مانور سولا خبردار شد. درحقیقت سولا شهر روم را با مدافعان اندکی رها کرده بود.
سولا موفق شد به‌موقع به محل نبرد (روم) برسد، آن‌هم تنها به لطف تلاش فوق‌العادهٔ آن دسته از مدافعان اندکی که در روم باقی‌گذاشته بود، نیروهایی که تا هنگام فرارسیدن فرمانده‌شان (سولا) تمام روز از شهر دفاع کردند. حتّی پس از رسیدن نیروهای سولا، نتیجهٔ جنگ تا مدتی متوازن بود، امّا در نهایت به سود جناح اپتیمات‌ها به پایان رسید.
با شکست در نبرد پورتا کولینا، که به‌معنای شکست کوبنده ماریان‌ها بود، پرنسته نیز تسلیم شد و گایوس ماریوس جوان پس از تلاش نافرجام برای گریختن از طریق یک تونل‌زیرزمینی، ترجیح داد خود را بکُشد به‌جای آن‌که به‌دست دشمن اسیر شود. درعوض کاربو ابتدا به آفریقا و سپس جزیره پانتلریا گریخت، جایی‌که توسط پومپیئوس دستگیر شد و در غل‌وزنجیر به زندان مارسالا فرستاده و در همان سال اعدام شد.

## پیامدها
با شکست دادن ماریان‌ها، سولا شروع به آزار و اذیت تمامی رقبای سیاسی‌اش کرد و عنوان دیکتاتور روم مادام‌العمر را به خود اختصاص داد، و یک‌سری اصلاحاتی اعمال نمود که رژیم الیگارشی را باردیگر برقرار ساخت. یکی از قربانیان آزار و اذیت‌های وی مارکوس ماریوس گراتیدیانوس بود که برطبق گزارش‌ها، شکنجه شده و سپس تکه‌تکه شد. از دیدگاه کلی‌تر، این جنگ ویرانی‌های بسیاری در بخش بزرگی از قلمرو ایتالیا به‌بار آورد؛ برای نمونه فورلی که طرفدار نیروهای ماریان‌ها (پوپولارها) بود به‌طور کامل تخریب شد.

## یادداشت
^ . Gnaeus Papirius Carbo به ایتالیایی: گنئو پاپیریو کاربونه
^ . Battle of Chaeronea (86 BC)
^ . Battle of Orchomenus
^ . Treaty of Dardanus
^ . به ایتالیایی: Cecilia Metella
^ . Lucio Cornelio Scipione Asiatico
^ . Gaius Norbanus
^ . Quintus Caecilius Metellus Pius
^ . Lucius Marcius Philippus
^ . Publius Cornelius Cethegus
^ . به ایتالیایی: Piceno
^ . به ایتالیایی: Gneo Pompeo Strabone، گنئو پومپئو استرابونه
^ . در زبان لاتین Imperator به معنای فرمانده، ژنرال، رئیس، ارباب، و متصدی است. منظور امپراتور به معنای رایج کلمه نیست.
^ . Esino
^ . Sacriporto
^ . Pontius Telesinus
^ . Marcus Lamponius